# Dichapetalum inaequale
Dichapetalum inaequale är en tvåhjärtbladig växtart som beskrevs av Franciscus Jozef Breteler. Dichapetalum inaequale ingår i släktet Dichapetalum och familjen Dichapetalaceae. Inga underarter finns listade i Catalogue of Life.